# Weinberg (Dankmarshausen)
Der Weinberg ist eine 254,9 m hohe Erhebung und befindet sich in der Flur der Stadt Werra-Suhl-Tal im Wartburgkreis in Thüringen. Naturräumlich zählt der Weinberg zum Werratal und dem Seulingswald. Der nördliche Teil  wird landwirtschaftlich genutzt.
Der Weinberg war bereits früh besiedelt. Am Westhang bestand bis zum 16. Jahrhundert eine Wallfahrtskapelle „Bei den drei Linden“. Im Hochmittelalter hatte der Südhang vermutlich eine Nutzung als Weinberg und war mit einer Wachstelle versehen. Der Berg bietet einen Panoramablick über das hessisch-thüringische Grenzgebiet. Dies war auch Anlass für die Errichtung eines Hotels und einer Neubausiedlung am nördlichen Ortsrand. Am Osthang befindet sich seit Anfang der 1980er Jahre ein Sendemast zur Telekommunikation.
Über den Weinberg führt ein Abschnitt der Landesstraße L 2117 nach Großensee.